# Jakob Aders

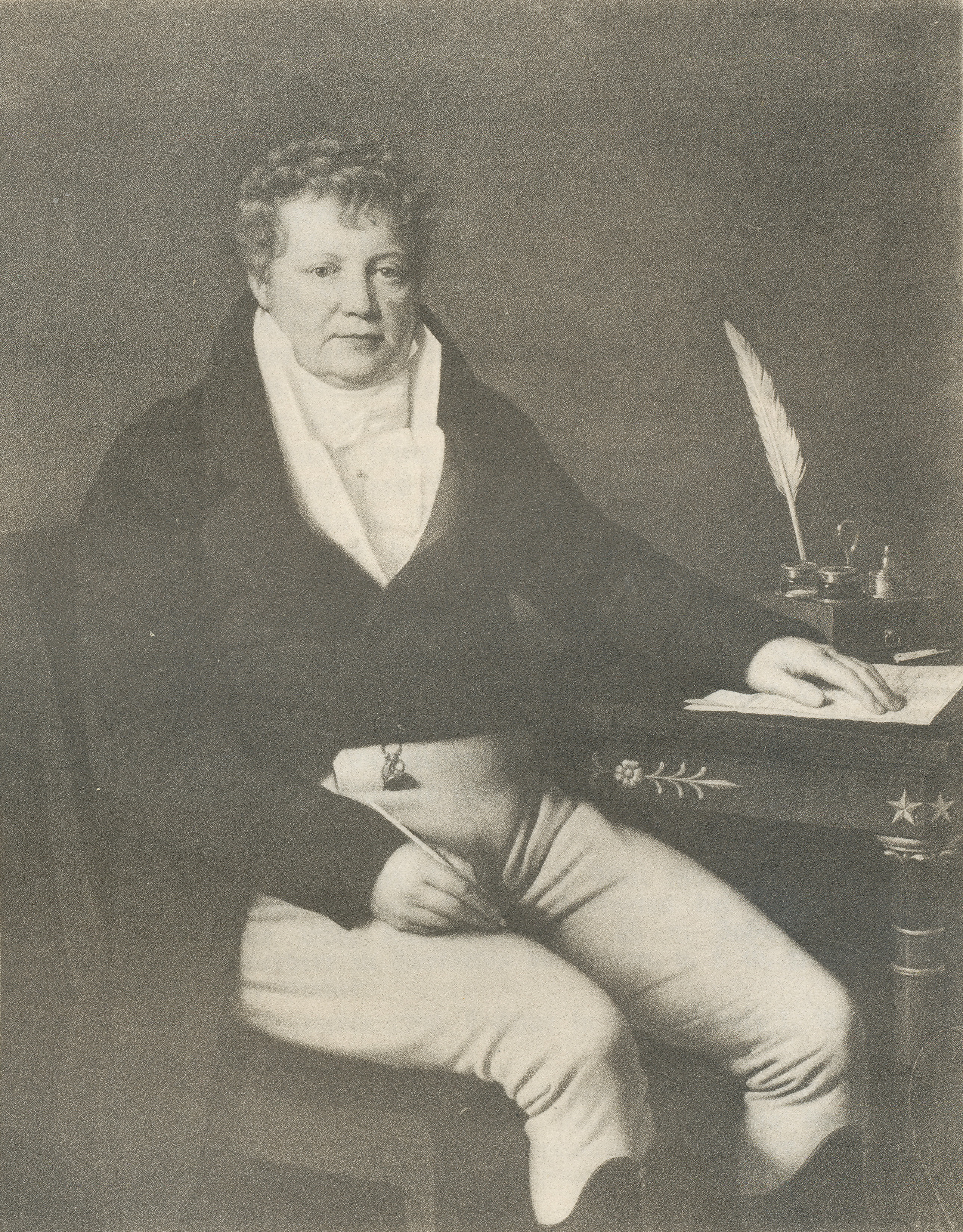
Johann Jakob Aders, Schwarz-Weiß-Foto eines Gemäldes von Heinrich Christoph Kolbe

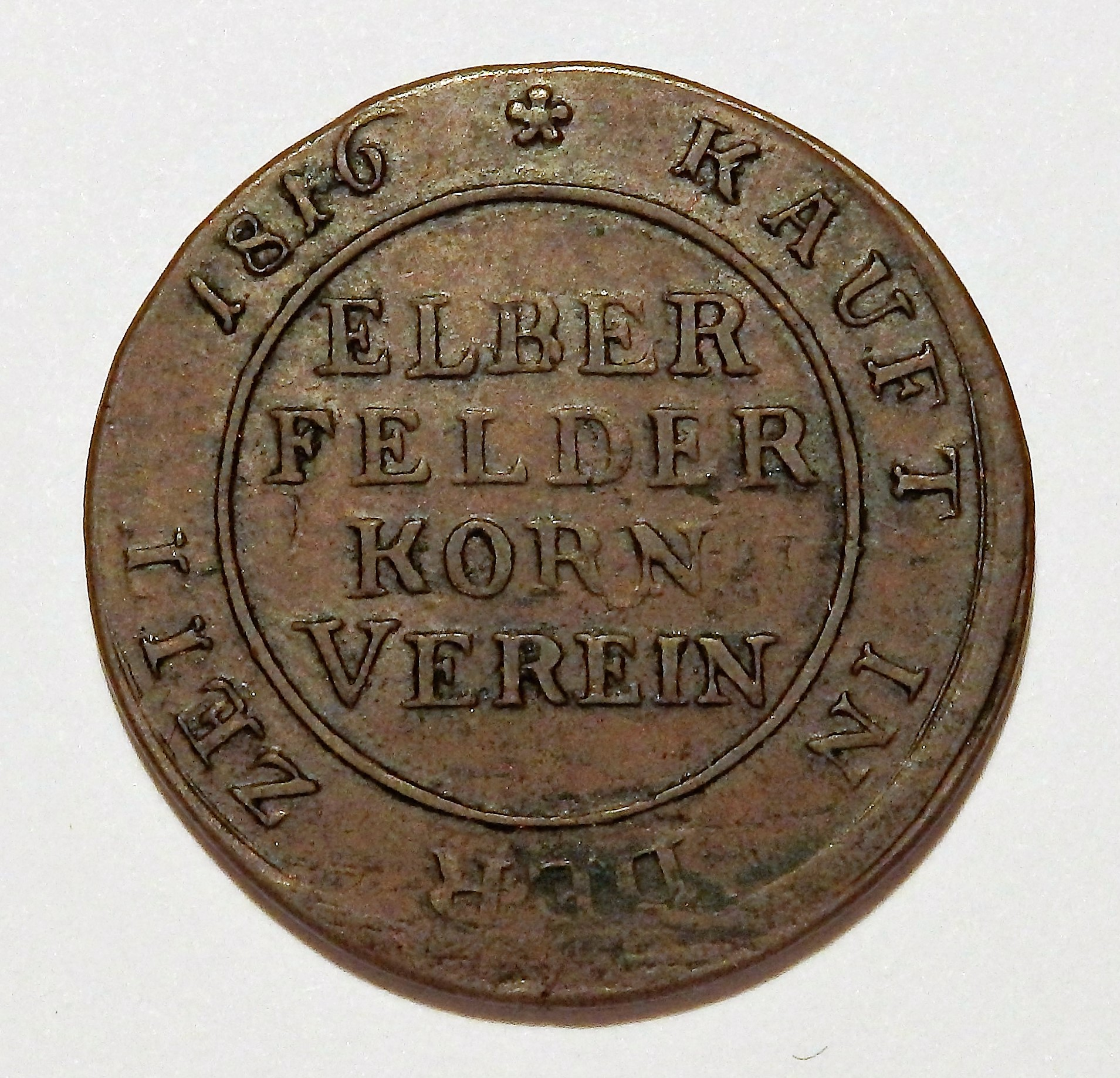
„Brodmarke“ des Elberfelder Kornvereins

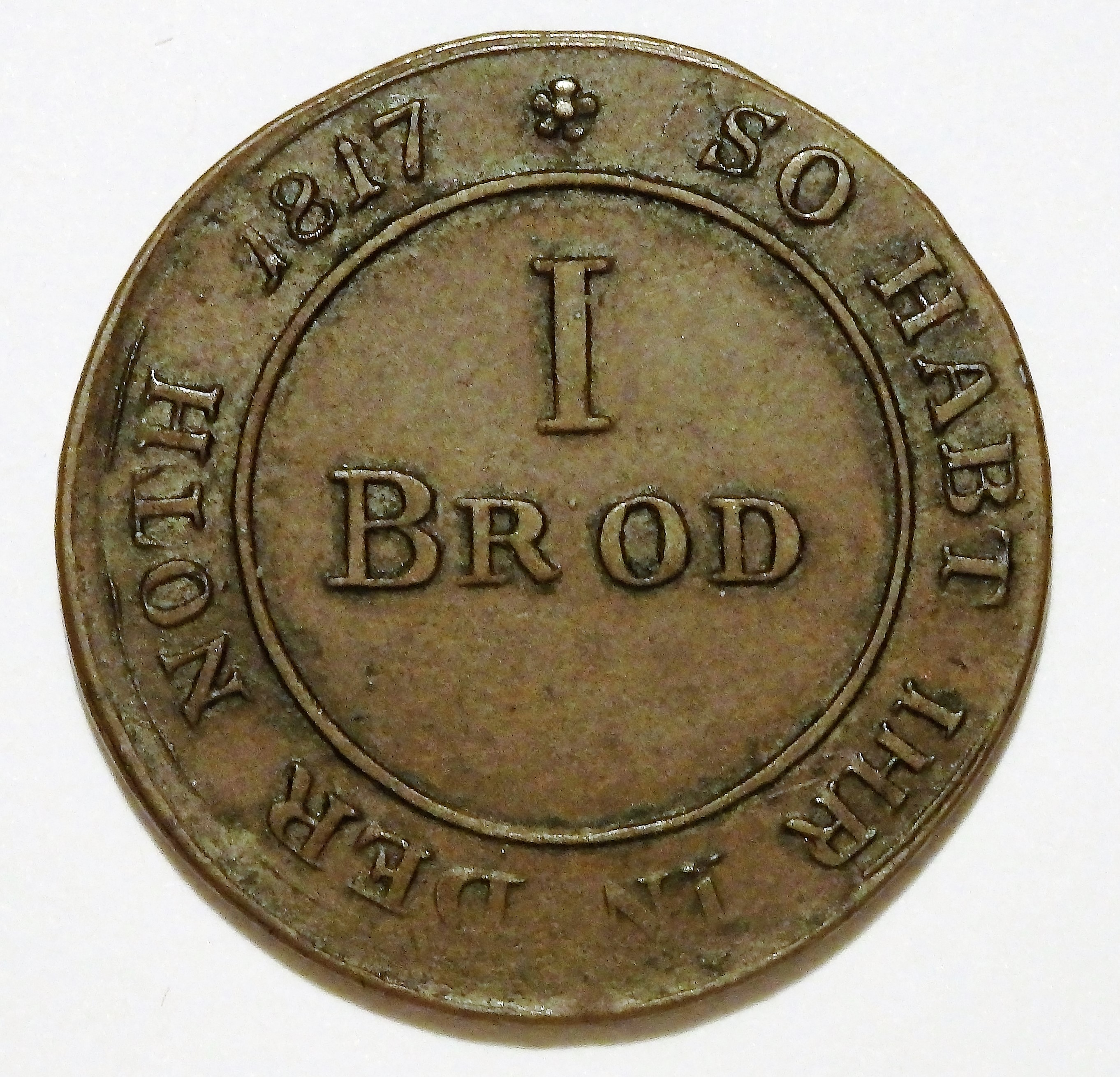
Rückseite der „Brodmarke“ 1816/17

Johann Jakob Aders (* 26. Juli 1768 in Elberfeld (heute Stadtteil von Wuppertal); † 22. März 1825 ebenda) war Elberfelder Bürgermeister, Bankier und Sozialreformer.
Nach dem Besuch der Elberfelder Lateinschule absolvierte er eine kaufmännische Ausbildung in einem Bremer Handelshaus. Nach Elberfeld zurückgekehrt, war er zunächst in der Firma seines Vaters tätig, trat dann aber 1793 in das Bankhaus „Johann Heinrich Brink und Comp.“ ein. Im gleichen Jahr heiratete er Anna Helena Brinck, die Tochter seines Arbeitgebers. Bald darauf wurde er Teilhaber der Bank. Gemeinsam wohnten sie im überregional bekannten Wunderbau. 1799 wurde Aders zum Bürgermeister gewählt.
Aders konzipierte in wirtschaftlich und sozial schwierigen Zeiten ergänzend zu den kirchlichen Aktivitäten ein System der Armenpflege und war damit Wegbereiter des Elberfelder Systems. 1800 gründete er die „Allgemeine Armenanstalt“, 1802 das „Allgemeine Armenhaus“. Mit dem Armenhaus war auch eine Armenschule verbunden, an der der Philanthrop Johann Friedrich Wilberg unterrichtete. Die Armenanstalt gehörte damals zu den ersten Einrichtungen bürgerlicher Armenpflege, einer bis dato nahezu ausschließlich von der Kirche wahrgenommenen Aufgabe.
In der Folge der durch das Jahr ohne Sommer 1816 eingetretenen Hungersnot gründete Aders den „Elberfelder Kornverein“, der es möglich machte, durch günstigen Einkauf und Lagerung größerer Getreidemengen den Brotpreis niedrig zu halten und so ein größeres Elend zu vermeiden.
Aders war maßgeblich an der Gründung (1821) und Leitung der Außenhandelsgesellschaft „Rheinisch-Westindischen Kompagnie“ beteiligt, deren Niedergang er durch seinen Tod 1825 nicht mehr erlebte. Seine Frau, mit der er offensichtlich eine glückliche Ehe führte, überlebte ihn um fast zwanzig Jahre. Das Ehepaar hatte sieben Kinder, drei Söhne und vier Töchter. Oskar Aders war ein Enkel, Eduard Freiherr von der Heydt war einer der Ururenkel des Paares.